# رافائلا رگی
رافائلا رگی (ایتالیایی: Raffaella Reggi؛ زادهٔ ۲۷ نوامبر ۱۹۶۵) یک تنیس‌باز اهل ایتالیا است.